# You’re All Living in Cuckooland
You’re All Living in Cuckooland – album walijskiej grupy hardrockowej Budgie z 2006 roku. Pierwsza płyta studyjna od Deliver Us From Evil z 1982 i ostatnia z dorobku grupy. Wszystkie utwory skomponowali Burke Shelley i Simon Lees z wyjątkiem "We're All Living in Cuckooland", "Love Is Enough" i "Captain" autorstwa samego Shelleya.

## Muzycy
- Burke Shelley – gitara basowa, śpiew
- Steve Williams – perkusja
- Simon Lees – gitara

## Lista utworów
| 1.  | "Justice"                                     | 4:31  |
|     |                                               |       |
| 2.  | "Dead Men Don't Talk"                         | 6:08  |
|     |                                               |       |
| 3.  | "We're All Living in Cuckooland"              | 6:04  |
|     |                                               |       |
| 4.  | "Falling"                                     | 5:22  |
|     |                                               |       |
| 5.  | "Love Is Enough"                              | 2:25  |
|     |                                               |       |
| 6.  | "Tell Me Tell Me"                             | 4:47  |
|     |                                               |       |
| 7.  | "(Don't Want to) Find That Girl"              | 6:28  |
|     |                                               |       |
| 8.  | "Captain"                                     | 3:43  |
|     |                                               |       |
| 9.  | "I Don’t Want to Throw You"                   | 5:31  |
|     |                                               |       |
| 10. | "Compressing the Comb from a Cockerel's Head" | 8:17  |
|     |                                               |       |
|     |                                               | 53:16 |
|     |                                               |       |